# Cratobracon curvicanaliculatus
Cratobracon curvicanaliculatus är en stekelart som först beskrevs av Cameron och Embrik Strand 1912.  Cratobracon curvicanaliculatus ingår i släktet Cratobracon och familjen bracksteklar. Inga underarter finns listade i Catalogue of Life.